# Pyeonghwa Zunma 1606
Der Pyeonghwa Zunma 1606 ist ein PKW der unteren Mittelklasse und wird vermutlich seit 2013 vom nordkoreanischen Unternehmen Pyeonghwa Motor Plant produziert. Bei diesem Modell handelt es sich eigentlich um einen VW Sagitar, der von FAW-Volkswagen speziell für den chinesischen Markt hergestellt wird. Es ist unbekannt, ob es sich um CKD-Bausätze oder um Badge-Engineering handelt. Das Fahrzeug verfügt über vier Türen und fünf Sitze. Er wird mit Autogas betrieben.